# Red Australiana de Tecnología
La Red Australiana de Tecnología (Australian Technology Network, siglas ATN, en idioma inglés) es una red de cinco universidades de cada estado continental de Australia, con un patrimonio de estrecho vínculo laboral con la industria. El ATN se fundó originalmente en 1975 como Directorio de Institutos Centrales de Tecnología ( Directors of Central Institutes of Technology DOCIT), y más tarde reinstalado en 1999 en su forma presente.
La oferta de universidades ATN de cursos a potenciales alumnado quiénes están listos para elegir sus vocacionales profesiones. Se enseña a alrededor de 180.000 estudiantes, casi el 20% de la población estudiantil de Australia. Todos los miembros de ATN están presentadas en el Tiempo Suplemento de Educación más Alta  "Superior 300 Universidades del listado" Mundial, y la red está considerada como ser  "Grupo de tecnología" centrado.

## Miembros
| Universidad                             | Localidad | Estado                                       | Año de fundación | Estatus de Universidad | Ranking mundial de Universidades 2015–2016 | Ranking Académico de Universidades del Mundo 2015 | QS Ranking mundial de Universidades 2015/16 | QS Top de 50 bajo 50 2013 | Los 100 bajo 50 2015 |    |    |
| --------------------------------------- | --------- | -------------------------------------------- | ---------------- | ---------------------- | ------------------------------------------ | ------------------------------------------------- | ------------------------------------------- | ------------------------- | -------------------- | -- | -- |
| Curtin University                       | Localidad | Perth, Sídney, Malasia, Singapur, Kalgoorlie | Año de fundación | WA                     | 1902                                       | 1986                                              | 401-500                                     | 201-300                   | 284                  | 25 | 81 |
| Queensland University of Technology     | Brisbane  | QLD                                          | 1908             | 1989                   | 251-300                                    | 401-500                                           | 263                                         | 23                        | 33                   |    |    |
| Royal Melbourne Institute of Technology | Melbourne | Vic                                          | 1887             | 1992                   | 401-500                                    | No ranqueado                                      | 273                                         | 28                        | 97                   |    |    |
| The University of South Australia       | Adelaide  | SA                                           | 1856             | 1991                   | 351-400                                    | No ranqueado                                      | 288                                         | 42                        | 35                   |    |    |
| The University of Technology, Sydney    | Sídney    | NSW                                          | 1964             | 1988                   | 201-250                                    | 301-400                                           | 218                                         | 20                        | 21                   |    |    |

## Historia
La ATN se originó en 1975 cuando los "Directores de Institutos Centrales de Tecnología (DOCIT)", un grupo de conferencia con los directores de los institutos "principales de Australia de tecnología". Cada una de las DOCIT instituciones miembro originales (NSWIT, QIT, RMIT, SAIT y ESPERA) estuvo localizado en el distrito empresarial central de la ciudad capital de su estado respectivo, por ello estuvieron considerados institutos centrales " de tecnología".
DOCIT se fundó con sus institutos originales distintivamente en su medida (matricularon casi una tercera parte del alumnado de educación adelantada) en el nivel adelantado de su enseñanza (la mayoría de sus programas eran grados más que diplomaturas) conduciendo investigaciones aplicadas (DEET, 1993:18). Eran, por lo tanto, un "grupo de tecnología" centrado.
El DOCIT encontró mucha oposición a sus aspiraciones, y fue discontinuada en 1982. El grupo de conferencia fue más tarde revivido en 1999 cuando la Red de Tecnología australiana, constando de: Curtin Universidad de Tecnología, Universidad de Queensland de Tecnología, Real Melbourne Instituto de Tecnología, Universidad de Australia meridional, Universidad de Tecnología, Sídney. A cada universidad miembro de ATN, se le concedió el estatus de universidad pública entre 1986 y 1992, sin embargo, sus antecedentes a tomar algunas de las instituciones terciarias más antiguas de Australia.
Hoy en día, las universidades miembros de la ATN enseñan a alrededor de 180 000 estudiantes, casi el 20% de la población estudiantil de Australia, y 1 en 4 alumnado internacional en Australia. Su objetivo es ayudar a la reputación de Australia como un "país listo", contribuyendo a su riqueza social y económica por construir sociedades estratégicas y emprendiendo soluciones de investigar cuáles serían pertinentes a las expectativas de la industria y la comunidad.